# Niles Crane
Niles Crane er en fiktiv person i sitcommen Frasier, der er lillebror til hovedpersonen, Frasier Crane. Rollen spilles af David Hyde Pierce.

## Karaktertræk
Niles er, ligesom sin bror, altid meget konkurrencepræget. Han er kendt for at altid pudse den stol, som han vil sætte sig på, før han sætter sig. I 3. sæson aF Frasier, i episoden "You Can Go Home Again", som er en alternativ genskabelse af det første afsnit, kommer Frasier og Niles på et tidspunkt ind på Cafe Nervosa, Frasier sætter sig ned og Niles pudser sin stol, hvorved Frasier kigger på Niles og siger:
I remember your fourth birthday party. Grandmother took us to the park to ride the carousel, and made all those little children wait while you wiped off your painted pony.
Hvorpå Niles svarer:
I was wearing Bermuda shorts and that saddle was slick with toddler sweat.

## Kærlighedsforhold
I Frasier følger man også Niles og hans voksende kærlighed til Daphne Moon, men ikke før i 7. sæson fortæller Niles overfor Daphne, hvordan han føler for hende. Niles brugte de første fem sæsoner af serien til at tage sig sammen til at indse, at hans ægteskab med den aldrig sete Maris var en katastrofe. Men i disse sæsoner gav Niles hundredvis af historier om Maris, og den ene historie var mere vanvittig end den tidligere. 

## Forhold til Frasier
Niles har altid været jaloux på Frasier og har derfor også været meget konkurrencepræget og en konstant rival for Frasier. I 3. sæson af Frasier, i episoden "The New Friend", som handler om, at Frasier har lyst til at hænge ud sammen med nogle andre frem for Niles, vælger Niles at gøre det samme. Både Niles' nye ven og Frasiers nye ven går fra dem, og så sætter Frasier sig ned med Niles og snakker om de ting, de ikke kan snakke med andre om, og i dette øjeblik finder de ud af, at de på en måde bliver nødt til at forblive venner, for de er de eneste, som kan døje hinanden.